# Bata János (színművész)
Bata János (Budapest, 1954. augusztus 12. –) magyar színész.

## Életpályája
1972-ben érettségizett és autóvillamossági műszerészként végzett a Fáy András Szakközépiskolában. 1976-tól a Bartók Gyermekszínház Stúdiójának növendéke volt. 26 éves korában harmadszori nekifutásra felvették a Színművészeti Főiskola operett-musical szakára, Kazán István és Versényi Ida osztályába. 1983-ban a főiskolán Neményi Lili-díjat kapott és abban évben átvette színészi diplomáját is.
Hét vidéki színház is ajánlott neki szerződést, végül a Vígszínház művésze lett. Főiskolásként gyakorlati idejét is ennél a társulatnál töltötte. 1987-ben a Józsefvárosi Színházhoz, Népszínházhoz szerződött, 1991-től szabadfoglalkozású színművészként dolgozott.

1990-ben Őrbottyánba költözött, és 1997-ben az időközi választáson megválasztották a település polgármesterének. 1998-ban ismét polgármesterré választották.

„Rengeteget tanultam ebből, sok tapasztalatot gyűjtöttem az emberi jellemről. De nem bírtam idegekkel! Leköszöntem, de arra azért büszke vagyok, hogy engem ott azóta is sokan becsülnek…”

  2002–2012 között a székesfehérvári Vörösmarty Színház tagja volt. Szinkronszínészként is népszerű művész. Több filmben szerepelt, játszott a Kisváros című sorozatban, gyakori szereplője volt a Gálvölgyi Show-nak.

## Fontosabb színházi szerepei
- William Shakespeare: Szentivánéji álom....Gyalu, asztalos; Vinkli, asztalos
- William Shakespeare: Rómeó és Júlia.... Benvolio
- William Shakespeare: Vízkereszt, vagy bánom is én....Kapitány (Viola megmentője)
- William Shakespeare: III. Richárd....Püspök
- William Shakespeare: Szeget szeggel....Rémes
- Carlo Goldoni: Chioggiai csetepaté....Toni, (Antonio) halászbárka tulajdonos
- Carlo Goldoni: A legyező....Scavezzo
- Pierre-Augustin Caron de Beaumarchais: Figaro házassága....Bartolo, orvos
- Friedrich Schiller: Stuart Mária....Kent grófja
- Edmond Rostand: Cyrano de Bergerac....Bellrose
- Charles Dickens: Copperfield Dávid....Barkis úr, fuvaros
- Nyikolaj Vasziljevics Gogol: A revizor....Oszip, Hlesztakov szolgája
- Anton Pavlovics Csehov: Sirály....Samrajev
- Ivan Szergejevics Turgenyev: Egy hónap falun....Bolsincov, szomszéd
- Arthur Miller: A salemi boszorkányok....Francis Nurse
- Arthur Miller: Az ügynök halála....Charley
- Bertolt Brecht – Kurt Weill: Koldusopera....Kimball, lelkész
- Gabriel García Márquez: Száz év magány....José Arcadio Buendia
- Neil Simon: A nagymama soha....Eddie
- Robert Thomas: Charley nénje....Sir Francis Topplebee
- Giulio Scarnacci – Renzo Tarabusi: Kaviár és lencse....Vellutio, nyugállományú tolvaj
- Menken – Ashman: Rémségek kicsiny boltja....Mr. Mushnick
- Agatha Christie: Fekete kávé....Sir Cloud Amory
- John Kander – Fred Ebb: Chicago....Aaron, ügyvéd
- Alexandre Breffort: Irma, te édes....Ping-Pong
- Zágon István – Nóti Károly – Eisemann Mihály: Hyppolit, a lakáj....Tóbiás
- Békés József – Heilig Gábor – Horváth Attila: Császárok....Ringó
- Kálmán Imre: Csárdáskirálynő....Kerekes Ferkó
- Dobozy Imre: A tizedes meg a többiek....Suhajda
- Vörösmarty Mihály: Csongor és Tünde....Kalmár
- Jókai Mór: A kőszívű ember fiai....Tallérosy Zebulon
- Kosztolányi Dezső: Édes Anna....Ficsor, házmester
- Molnár Ferenc: A testőr....A hitelező
- Örkény István: Macskajáték....Józsi
- Páskándi Géza: A rejtekhely....Danton
- Weöres Sándor: Csalóka Péter....Kocsmáros
- Kodály Zoltán: Háry János....Öreg Marci
- Szomory Dezső: Hermelin....Povelka
- Vadnay László – Békeffi István – Márkus Alfréd: Tisztelt ház....Baloldali képviselő, Fehér
- Szüle Mihály: Egy bolond százat csinál....Bankár; rendőrtiszt
- Sultz Sándor: Öljük meg Józsit!....Ábrándos Xavér, a rendőr
- Rejtő Jenő – Kellér Dezső: Aki mer, az nyer....Hámory János, elnökigazgató
- Czakó Gábor: Disznójáték....Mangalica
- Horváth Péter: Bolero....Unoka
- Mészöly Gábor: Hoppárézimi!....Traumatológus
- Parti Nagy Lajos: Ibusár....Vargányai Gusztáv (állomásfőnök, Talpighy gróf)
- Tasnádi István: Finito....Pacsik Ferenc, polgármester
- Kerényi Imre – Balogh Elemér – Lázár Zsigmond: Csíksomlyói passió....Kajafás; Gabriel; Nabuzárdány
- Leonhard Frank – Pozsgai Zsolt – Walla Ervin: Jézus tanítványai....Zwischenzahl, volt náci tiszt, feketéző
- Vajda Katalin: Legyetek jók, ha tudtok!....Hóhér
- Gyárfás Miklós: Dörmögőék csodajátéka....Dörmögő apó
- Éless Béla: Kóconkóc....Szakrament úr
- Nógrádi Gábor: Segítség, ember!....Nyúl Emil
- Lázár Ervin: Bikfi-Bukfi-Bukferenc....Bruckner Szigfrid
- Csukás István: Ágacska....A Festő

## Filmográfia
- Ízig-vérig (magyar sorozat, 2019)
- Munkaügyek (magyar sorozat, 2014)
- Barátok közt (2004)
- Üvegtigris (2001)
- A párduc és a gödölye (magyar filmdráma, 1998)
- Bírós emberek (magyar filmszat., 1997)
- Patika (magyar vígjáték sor., 1994)
- Kisváros (magyar krimisor., 1994)
- Kis Romulusz (magyar krimisor., 1994)
- Sose halunk meg (magyar vígjáték, 1993)
- Ördög vigye (magyar vígjáték, 1992)
- Sülve-főve (magyar filmszat., 1991)
- Játékosok (magyar tévéf., 1990)
- Főúr, írja a többihez! (magyar tévéjáték, 1990)
- A legényanya (1989)
- Tanmesék a szexről (magyar játékf., 1988)
- Titánia, Titánia, avagy a dublőrök éjszakája (1988)
- Eldorádó (1988)
- Peer Gynt (magyar tévéf., 1988)
- Szerelem második vérig (1988)
- Lumpáciusz Vagabundusz (magyar tévéjáték, 1988)
- Zürichi páncélterem (német krimisor., 1987)[5]
- Doktor Minorka Vidor nagy napja (1986)
- A hét varázsdoboz (magyar mesejáték, 1985)
- Három kövér (1983)
- Te rongyos élet (1983)
- Atlantisz (1982)
- Hupikék törpikék (am.-belga rajzfilm sor., 1981) szinkronhang
- Pintyőke cirkusz, világszám! (magyar színházi felv., 1980)
- Krampampuli[6]

## Díjai, elismerései
- Neményi Lili-díj (1983)